# Juan Pablo Fernández
Juan Pablo Fernández (30 de setembro de 1988) é um handebolista argentino. Integrou a seleção argentina que ficou em décimo lugar nos Jogos Olímpicos de Verão de 2016 no Rio de Janeiro. Atua como armador central e joga pelo clube UNLu. Foi medalha de ouro nos Jogos Pan-Americanos de 2011 e prata em 2015.

## Conquistas e prêmios individuais

### Melhor armador esquerdo
- Torneo Nacional de Clubes 2016